# Улусой, Озге
Озге́ Улусо́й (тур. Özge Ulusoy; род. 28 октября 1982 года, Анкара) — турецкая модель, балерина, актриса

 кино и телевидения. Финалистка конкурса Мисс Турция 2003 года (заняла второе место).

## Биография
Озге Улусой родилась в 1982 году в Анкаре  семье бывшего верховного судьи вооружённых сил Турции и бывшего майора. У Озге есть старшая сестра Нилай Улусой, доцент, академик двух университетов (Бахчешехир и Мармара), выпускница Сорбонны. Сама Озге окончила факультет изобразительных искусств в университете Хаджеттепе, университет изящных искусств имени Мимара Синана и Университет Йедитепе, где девушка получила степень бакалавра по курсу классического балета. В 12 лет Озге была принята в балетную школу, но из-за травмы была вынуждена оставить занятия.
В 2001 году Озге участвовала в конкурсе «Elite Model Look», организованном американским агентством Elite Model Management, где заняла третье место. Посол конкурса её заметили в агентстве Гае Сёкмен и предложил работу. В 2003 году Озге приняла участие в конкурсе «Мисс Турция», где завоевала второе место, уступив Тугбе Карадже. В том же году Озге представляла Турцию на конкурсе Мисс Вселенная, где её заметил глава модельного агентства Угуркан Эрез и пригласил участвовать в дефиле Дженгиза Абазоглу.
В 2006 году помимо работы моделью Озге пробует свои силы на телевидении, где играет в сериалах, снимается в турецких версиях мировых реалити-шоу («Выжившие», «Танцы со звёздами» и другие) и музыкальных клипах. В 2011 году Озге пробует свои силы в кино — играет роль Демет в комедии «Священная бутыль 3: Дракула».

## Личная жизнь
Озге была замужем за актёром Илкером Инаноглу, но брак распался через 24 часа из-за увлечения Озге режиссёром Феррухом Ташдемиром. С августа 2011 года Озге встречается с бизнесменом Хаджи Сабанджи.

## Фильмография
| Год       |   | Русское название               | Оригинальное название             | Роль           |
| --------- | - | ------------------------------ | --------------------------------- | -------------- |
| 2006—2009 | с | Переулки                       | Arka Sokaklar                     | Йелиз Балкан   |
| 2007—2008 | с | Ради тебя                      | Senin Uğruna                      | Бурчак         |
| 2008      | с |                                | Dilek Ağacı                       |                |
| 2010      | с | Дерево желаний                 | Ateşe Yürümek                     | Рюя            |
| 2011      | ф | Священная бутыль 3: Дракула    | Kutsal Damacana: Dracoola         | Демет          |
| 2012      | с |                                | Türk'ün Uzayla İmtihanı           | принцесса Алев |
| 2013      | ф | Романтическая комедия 2        | Romantik Komedi 2: Bekarlığa Veda | Гёзде          |
| 2014      | ф | Женское дело. Ограбление банка | Kadın İşi: Banka Soygunu          | Нихаль         |
| 2014      | с | Великолепный век               | Muhteşem Yüzyıl                   | Анна Ягеллонка |